# Gymnelia beatrix
Gymnelia beatrix är en fjärilsart som beskrevs av Druce 1884. Gymnelia beatrix ingår i släktet Gymnelia och familjen björnspinnare. Inga underarter finns listade i Catalogue of Life.